# Campeonato Femenino Sub-16 de la AFF
El Campeonato Femenino Sub-15 de la AFF es un torneo de fútbol para seleccionados nacionales femeninos menores de 15 años. Se realizó por primera vez en 2009 con un límite de edad superior a 16 años. Es organizado por la Federación de fútbol de la ASEAN. El torneo oficial comenzó en 2009, organizado por Birmania y ganado por Australia.

## Palmarés
| Año          | Sede      | Campeón   | Final Resultado | Subcampeón | Tercer lugar | Resultado      | Cuarto lugar |
| ------------ | --------- | --------- | --------------- | ---------- | ------------ | -------------- | ------------ |
| 2009 Detalle | Birmania  | Australia | 8:0             | Tailandia  | Vietnam      | 3:0            | Birmania A   |
| 2017 Detalle | Laos      | Tailandia | 6:2             | Filipinas  | Birmania     | 3:1            | Camboya      |
| 2018 Detalle | Indonesia | Tailandia | 1:0             | Birmania   | Vietnam      | 0:0 (3-0 pen.) | Laos         |
| 2019 Detalle | Tailandia | Tailandia | 0:0 (5-3 pen.)  | Laos       | Vietnam      | 1:0            | Filipinas    |

## Títulos por país
La lista a continuación muestra a los equipos que han estado entre los cuatro mejores de alguna edición del torneo.
En cursiva, se indica el torneo en que el equipo fue local.
| Equipo    | Campeón             | Subcampeón | Tercer lugar         | Cuarto lugar |
| --------- | ------------------- | ---------- | -------------------- | ------------ |
| Tailandia | 3 (2017, 2018,2019) | 1 (2009)   |                      |              |
| Australia | 1 (2009)            |            |                      |              |
| Birmania  |                     | 1 (2018)   | 1 (2017)             | 1 (2009)     |
| Filipinas |                     | 1 (2017)   |                      | 1 (2019)     |
| Laos      |                     | 1 (2019)   |                      | 1 (2018)     |
| Vietnam   |                     |            | 3 (2009, 2018, 2019) |              |
| Camboya   |                     |            |                      | 1 (2017)     |